# Marcel Taillandier
Pour les articles homonymes, voir Taillandier (homonymie).
Marcel Taillandier, né le 25 mars 1911 à Condat-en-Combraille (Puy-de-Dôme) et mort le 11 juillet 1944 à Toulouse (Haute-Garonne), est un militaire et un Résistant français. Il est en particulier le créateur et l'animateur de l'un des plus importants réseaux de contre-espionnage de la Résistance française durant la Seconde Guerre mondiale : le Réseau Morhange.

## Biographie

### Jeunesse et formation
Marcel Taillandier naît le 25 mars 1911 à Condat-en-Combraille (Puy-de-Dôme). Il est le fils de Jean-Baptiste Taillandier, négociant, et de Marie Debas, ménagère. Son père est tué durant la Première Guerre mondiale et il devient pupille de la Nation. En 1924, à l'âge de 13 ans, il rejoint l'école des enfants de troupe de Billom (Puy-de-Dôme). 
En mars 1929, il s'engage comme ingénieur radio-électricien au sein du 8e régiment du Génie, stationné au camp des Matelots de Versailles. À partir de 1936, il appartient au 2e bureau, chargé de l'analyse du renseignement et du contre-espionnage, et sert au service radio du ministère de la Guerre.

### Actions dans la Résistance
En 1940, lors de la bataille de France, alors qu'il est adjudant-chef d'active, Marcel Taillandier est replié avec les archives des services spéciaux au château de Brax, près de Toulouse (Haute-Garonne). En juin 1940, il est choqué par l'armistice demandé par Philippe Pétain à l'Allemagne et il rejoint le commandant Paul Paillole, qui regroupe des membres du service de contre-espionnage qui souhaitent mener une forme de résistance. En zone libre, Marcel Taillandier rassemble autour de lui les premiers éléments d'un groupe qu'il destine à la lutte contre les services de renseignements ennemis et notamment le Sicherheitsdienst. Il installe un émetteur radio dans le château de Brax pour correspondre avec la zone occupée. Il entre également en contact avec le service du Camouflage du matériel (CDM) et il s'occupe de récupération et de stockage de matériel de guerre.
En 1942, Marcel Taillandier s'installe à Solomiac (Gers), où il poursuit ses activités clandestines. Il récupère ainsi deux postes émetteurs conservés dans un blockhaus du Mur de l'Atlantique, près de Bordeaux.
En 1943, il revient à Toulouse et prend la gérance d'un grand café du centre-ville, le Frascati, sur les allées Jean-Jaurès. Il y fonde le réseau Morhange, qui porte son pseudonyme. Il entre en contact avec d'autres réseaux et mouvements de Résistance actifs dans la ville, parmi lesquels le mouvement Libérer et Fédérer, animé par l'intellectuel anti-fasciste Silvio Trentin, et le réseau Combat. Il s'entoure en particulier d'Achille Viadieu, Pierre Rous ou le docteur Roger Mazelier qui, tout en agissant pour ce réseau, soignait les membres des autres réseaux de la Résistance. En juillet 1943, il est rejoint par le capitaine Louis Pélissier, déjà actif au sein du CDM et du réseau Combat, qui prend la tête d'un groupe franc du réseau Morhange.
Entre 1943 et 1944, le réseau Morhange mène sous la direction de Marcel Taillandier de nombreuses actions directes permettant d'obtenir des renseignements. Il dirige 73 enlèvements de collaborateurs ou de membres des services allemands. Le 21 mai 1943, il abat au château de Fonsorbes un militaire allemand, Platt. En septembre 1943, il mène l'enlèvement du capitaine Paris, ce qui permet de s'emparer du fichier des membres du Parti populaire français (PPF) et de prévenir une attaque contre le maquis de la Grésigne (Tarn). Le 7 octobre 1943, il enlève Allard-Dubreuil, un ancien membre du 2e bureau entré en collaboration. Le 15 octobre, il fait enlever Senac, un espion qui se fait passer pour un membre du Secret Intelligence Service britannique. Le 2 janvier 1944, il organise l'attaque du « Courrier de Nice », un convoi de la Gestapo qui transférait une partie de ses archives de Toulouse à Nice : l'action, dirigée par Louis Pélissier, permet de saisir de nombreux documents. Le 1er mars 1944, le chef départemental du Rassemblement national populaire (RNP) est enlevé avec tous ses dossiers.
Dans le courant de juin, Marcel Taillandier forme un maquis dans la région de Quérigut (Ariège). Il en confie l'organisation à André Audebaud et Robert Barran, qui regroupent environ 150 personnes, dont de nombreux gendarmes.
Les actions de Marcel Taillandier et son rôle dans les milieux de la Résistance toulousaine provoquent aussi une réaction des services allemands. Le 24 juin 1943, il échappe à un piège tendu par la Gestapo au Frascati. Le 2 juin 1944, cerné sur la place du Capitole par six agents du Sicherheitsdienst, il réussit à les tenir en respect et à se sauver en s'enfuyant par les toits.

### Mort
Le 11 juillet 1944, sur la route de Bayonne à Saint-Martin-du-Touch, alors qu'il est en route pour assurer une importante liaison avec le maquis du Gers, il tombe avec deux camarades, Léo Hamard et Georges Marchandeau, sur un contrôle de police allemand. Il parvient à s'enfuir et se réfugie sur le toit d'une maison, près de l'église Saint-Martin. Dénoncé par une habitante, il est abattu. Il est enterré dans une fosse commune au siège de la Gestapo à Toulouse (actuel no 2 rue des Martyrs-de-la-Libération). Le corps de Marcel Taillandier est identifié après la Libération et inhumé dans le cimetière de Châteaugay (Puy-de-Dôme).

## Distinctions
- Chevalier de la Légion d'honneur par décret du 7 mai 1946
- Compagnon de la Libération à titre posthume par décret du 20 janvier 1946[2]
- Médaille militaire
- Croix de guerre 1939–1945 avec palme par décret du 26 octobre 1945
- Médaille de la Résistance française par décret du 23 février 1959[3]
- Médaille de la Liberté (Medal of Freedom), États-Unis

## Hommages
À Toulouse, une plaque commémorative se trouve sur le lieu de sa mort, dans le quartier de Saint-Martin-du-Touch. En 1975, son nom a également été donné à une avenue du quartier Jolimont. Il existe également une rue Marcel-Taillandier à L'Isle-Jourdain (Haute-Garonne). 
Son nom est également inscrit sur le Monument commémoratif des enfants de troupe à Clavières (Cantal), sur le Monument aux morts de Châteaugay (Puy-de-Dôme), sur le Monument aux morts de Clermont-Ferrand et sur le Mémorial des Services Spéciaux à Ramatuelle (Var).